# Parafia św. Brata Alberta w Skarżysku-Kamiennej
Parafia św. Brata Alberta w Skarżysku-Kamiennej – rzymskokatolicka parafia w Skarżysku-Kamiennej, należąca do dekanatu skarżyskiego w diecezji radomskiej.

## Zasięg parafii
Do parafii należą wierni ze Skarżyska, mieszkających przy ulicach: Bankowej, Fałata, Górniczej (nr 16–18), Jagiellońskiej, Kopernika (nr 1–59), Kosmonautów, Kossaka, Lotniczej, Małowicza, Niepodległości (nr 103–133, 84–98), Pułaskiego (nr 25–37, 26–35), Rejowskiej (nr 51–81, 22–109), Sezamkowej (numery parzyste), Sokola, Spornej (numery parzyste), Spółdzielczej (nr 29–101, 46–89), Szydłowieckiej, Wasilewskiego, Wiejskiej (nr 20–154, 41), Zielnej, Żeromskiego (58–66, 45,47) oraz Żwirki i Wigury (nr 5).  

## Historia
Parafia została erygowana 1 sierpnia 1983 przez bp. Edwarda Materskiego.

## Kościół
Kościół pod wezwaniem Świętego Brata Alberta w Skarżysku Kamiennej zbudowany według projektu arch. Józefa Bartosa i konstruktora Bogdana Ciołka w latach 1986–1993 staraniem ks. Mariana Mężyka. Konsekrował go 13 czerwca 1993 bp Edward Materski. Jest to świątynia zbudowana z czerwonej cegły, na planie stylizowanego krzyża, ramiona boczne tworzą kaplice Matki Bożej Częstochowskiej i św. Katarzyny. Wystrój kościoła zaprojektował inż. Stanisław Bąkowski z Warszawy.

### Organy
Organy kościelne zostały zbudowane przez firmę Walcker w 1959 roku dla jednego z kościołów ewangelickich w Norymberdze. W 2002 r. zostały sprowadzone do Skarżyska za pośrednictwem firmy organmistrzowskiej Mariana Majchera. Montaż przeprowadził Andrzej Ragan z Włocławka. Organy dysponują 26 głosami, posiadają dwa manuały i jedną klawiaturę nożną. Traktura gry i rejestrów jest mechaniczna, przełączniki rejestrów mają formę drewnianych kołków cięgłowych.

#### Dyspozycja organów
Organy dysponują następującymi głosami:
| Manuał I 1. Quintade 16' 2. Prinzipal 8' 3. Rohrflöte 8' 4. Oktav 4' 5. Gemshorn 4' 6. Nasat 2 2/3' 7. Schwiegel 2' 8. Mixtur 5 fach 9. Trompete 8' | Manuał II 1. Gedackt 8' 2. Violflöte 8' 3. Prinzipal 4' 4. Nachthorn 4' 5. Oktav 2' 6. Quinte 1 1/3' 7. Sesquialter 2 fach 8. Scharff 4 fach 9. Krummhorn 8' | Pedał 1. Prinzipalbass 16' 2. Subbass 16' 3. Oktavbass 8' 4. Spillflöte 8' 5. Choralbass 4' 6. Rohrpfeife 2' 7. Rauschbass 4 fach 8. Posaune 16' |

Organy posiadają także tremulant dla drugiego manuału, oraz następujące połączenia:
- między manuałami I i II,
- między manuałem I i klawiaturą pedałową,
- między manuałem II i klawiaturą pedałową[2].

## Proboszczowie
- 1983–2017 – ks. kan. Marian Mężyk
- od 2017 – ks. Artur Fura